# Li Lingjuan
Dans ce nom chinois, le nom de famille, Li, précède le nom personnel.
Li Lingjuan (chinois : 李 玲娟), née le 10 avril 1966, est une archère chinoise.

## Biographie
Li Lingjuan dispute les Jeux olympiques d'été de 1984 se tenant à Los Angeles où elle est sacrée vice-championne olympique, avec neuf points de moins que la championne sud-coréenne Seo Hyang-soon.